# Oscar De Clerck
Pour les articles homonymes, voir De Clerck.
Oscar De Clerck, (né le 11 décembre 1892 à Ostende - décédé le 20 janvier 1968  à Sint-Stevens-Woluwe), était un cubiste expressionniste, sculpteur et médailliste belge.

## Biographie

### Jeunesse
Il était le fils de Constant De Clerck, et de Charlotte Loncke. Il était le deuxième plus jeune d'une famille de six enfants: Jean, Emma, Georges, Daniel, Oscar et Anna. Son frère Jan (1881-1962) était un peintre. Son frère Georges était violoniste d'orchestre et a été un temps connecté avec un théâtre de Londres et un orchestre symphonique américain, l'Orchestre de Philadelphie, où il a joué sous la direction de Leopold Stokowski. Plus tard, il était un marchand de bijoux à Ostende.
Oscar De Clerck a été marié à Georgette Maquet. Il est mort à Sint-Stevens-Woluwe, le 20 janvier 1968, où il a été également enterré.
Les ancêtres de l'Oscar De Clerck étaient tous des hommes d'origine modeste: les jardiniers, les tailleurs, et servants, et aucun n'était artiste.
Oscar De Clerck, a grandi à Ostende dans la Godshuizenstraat (maintenant rue Edith Cavell), une rue populaire dans le voisinage de l'hôpital et des quais commerciaux. Un ami de la famille était Henri Permeke, le père du peintre Constant Permeke. Henri Permeke, était conservateur du Musée des Beaux-Arts d'Ostende, peintre, restaurateur et professeur en décoration à l'Académie d'Ostende. Son fils Constant était un ami du grand frère d'Oscar, Jan. Quand Oscar était un adolescent, la carrière artistique de son frère Jan était déjà en cours. Il y avait donc une ambiance artistique à la maison.

### Formation
Oscar De Clerck étudie le matelotage dans l'université d'Anvers, mais renonce à étudier à Bruges, puis à Gand (1909-1913). Ses professeurs de Gand, était un peintre et sculpteur Félix Metdepenninghen et Jean Delvin. Ses compagnons étaient Constant Permeke et Albert Saverys.

### Évolution de sa carrière
Après la guerre, le style d'Oscar De Clerck s'est entièrement développé avec des influences du futurisme et le cubisme: carreaux, simplification de figures géométriques: le Calvaire, la Pietà, le fils Perdu, Astronome (1919), La flagellation (1920), Portrait de James Ensor (1921), Le chanteur (1926) et le chant des oiseaux (1927). L'auteur français Michel de Ghelderode a témoigné à propos de lui: "De Clerck est bien l'esprit le plus éclairé, la nature la plus instinctive de la jeune sculpture belge."  C'était une sculpture figurative qui est étroitement liée à l'esthétique du style art déco. Il appartient, avec le sculpteur Oscar Jespers (1887-1970), Henri Puvrez (1893-1971) et Emiel Poetou (1885-1975), à l'avant-garde de la sculpture belge après la Première Guerre mondiale. Il a gouverné avec eux, la sculpture Belge dans les années 1920 et 1930.

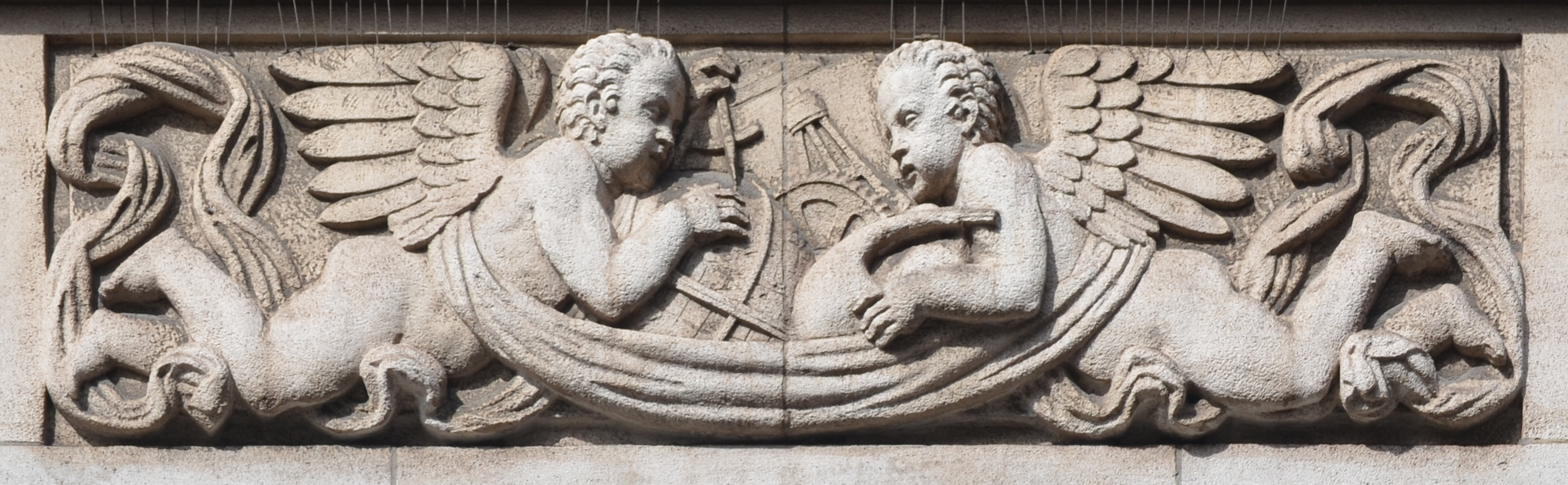
Hôtel de ville de Charleroi : les Sciences (1936)

Mais dans les années trente, il est retourné à un rythme plus modéré de figuration classique.
À partir de 1934, il était professeur à l'académie des Beaux-arts de Louvain, où il a probablement été nommé par le conseil municipal le 10 janvier 1936. Du conseil de la ville de Louvain , il a reçu de la commission pour le monument la Reconstruction de Louvain, en 1937, qui a été inaugurée dans les jardins de la bibliothèque municipale de Léopold Vanderkelenstraat.
En décembre 1945, il a été directeur de l'Académie, nommé à la suite d'Alfred Delaunois (1876-1941). Il a gardé cette position jusqu'en octobre 1958.
Il a reçu de nombreuses commandes :
- 1925 exposition internationale de Monza (3 bas-reliefs)
- 1926 : sept panneaux ciselés expressionnistes bas-reliefs sur les murs du club de football Joseph Mariënstadion de l'Union Saint-Gilles (maintenant classé comme monument protégé).
- En 1932, une partie de la décoration du nouvel hôtel de ville de Charleroi;
- 1935 exposition universelle de Bruxelles: la décoration du pavillon de l'industrie textile, les stations de la croix dans la Chapelle Royale;
- En 1937, à l'exposition internationale de Paris: la décoration du pavillon de la Belgique et des fonts baptismaux;
- En 1938, une exposition à New-York: la décoration du pavillon Belge avec rins fabriqué dans les Ateliers Maudoux;
- En 1939, exposition à Lille: 9 bas-reliefs dans le pavillon Belge;
- En 1958, exposition universelle de 1958  à Bruxelles: décoration du pavillon de l'industrie textile et le pavillon du Congo.

## Portrait et bustes
Il a également fait de nombreux bustes. Parmi lesquels James Ensor, Leopold Stokowski, la princesse Schwarzenberg, Mlle Collin, le baron René Steen, August Vermeylen, le baron Houtart, gouverneur du Brabant, le vicomte Reel Bergh, le professeur Debaisieux, Kanunnik Lemaire, A. Smets, maire de Louvain, les peintres William Paerels et Armand Apol.
Il a réalisé plusieurs dessins pour des garnitures en céramique. Au début des années 1920, il a réalisé quelques modèles pour la firme de Helman Berchem-Sainte-Agathe, une entreprise réalisant principalement des panneaux de tuiles.
Pour Éditions Nerva, une entreprise qui produit des sculptures décoratives en terre cuite, De Clerck conçoit vers 1928 six modèles. Il livre aussi à Villeroy & Boch Sept-Fontaines en 1929.

## Expositions
Parmi ses nombreuses expositions individuelles, on note le Palais des Beaux-Arts de Bruxelles (1929), au Cercle Artistique et Littéraire Waux Hall à Bruxelles (Mars 1930), la Galerie Georges Giroux à Bruxelles (février 1932) et la galerie studio d'Ostende (Janvier 1933). En outre, De Clerck a exposé dans les grandes villes étrangères comme Berne, Budapest, Leipzig, Milan, Paris, Riga, Rome, Stockholm et Venise.
Il a remporté des médailles d'or à Bruxelles (1935), Paris (1937) et New York (1939). À partir de 1934 il a été à plusieurs reprises juré pour le Grand Prix de Rome et d'autres prix internationaux.
De Clerck a également attiré l'attention de l'époque par la nouvelle télévision, en particulier la station nationale NIR. Un épisode entier lui est consacré en 1960 avec comme interviewer Ast Fonteyne.
Après sa retraite en 1959, le sculpteur a continué sans relâche à travailler dans son atelier à Sint-Stevens-Woluwe. Mais Oscar De Clerck était déjà pour de nombreux connaisseurs une figure du passé.